# Kelurahan Pasirlayung
Kelurahan Pasirlayung är en administrativ by i Indonesien.   Den ligger i provinsen Jawa Barat, i den västra delen av landet, 120 km sydost om huvudstaden Jakarta.